# La Cocarde tricolore
La Cocarde tricolore (mit vollem Titel La Cocarde tricolore, épisode de la guerre d'Alger, dt. Die dreifarbige Kokarde, Episode des Algerienkriegs) ist eine Komödie der Brüder Charles-Théodore und Jean-Hippolyte Cogniard. 
Der Name bezieht sich auf die französische Trikolore, die nach der französischen Revolution zur Flagge Frankreichs wurde. 
Das dreiaktige Stück behandelt in satirisch-karikierender Weise den Beginn der Kolonialisierung Algeriens durch Frankreich, die am 14. Juni 1830 mit der Landung französischer Truppen vor Algier begann. Es ist geschrieben in Vaudeville-Manier, also mit Gesangseinlagen. Ein „Held“ der Komödie, Nicolas Chauvin, hat u. a. ein Lied, dessen Refrain mit den Worten beginnt: «Je suis Français, je suis Chauvin, je tape sur le bedouin» (zu Deutsch etwa: „Ich bin Franzos’, ich bin Chauvin, ich hau' den Beduin’“). 
Die Uraufführung am 19. März 1831 im Théâtre des Folies-Dramatiques (Paris) wurde ein Erfolg und das Stück bis 1860 immer wieder aufgeführt, das genannte Lied war ein Schlager der damaligen Zeit. 1835 kam es in gebundener Form bei Bezou, Paris, heraus.